# 广东实验中学珠海金湾学校
广东实验中学珠海金湾学校／珠海市广东实验中学金湾学校（简称省实金湾学校），位于中国广东省珠海市金湾区，是一所直屬于珠海市教育局的一间公立全日制高级中学，是在2016年由珠海市人民政府与广东实验中学合作创办，也是广东省内首所名校与地方政府合办的公办高中，校务由广东实验中学派驻团队管理。学校以航空航天为特色自主招生，現為全国航空航天特色学校。截至2021年，学校校园占地面积超过10万平方米，共有在校学生2500余人，教职工207人。

## 校史
2015年，珠海市在金湾区举办并兴建珠海市金湾区第一中学。
2016年3月30日，珠海市人民政府与广东实验中学举行合作办学签约仪式，广东实验中学将派出管理和教学团队对金湾一中全面托管。
2016年9月1日，广东实验中学珠海金湾学校举行了学校第一次开学典礼，首批164名新生暂时在金海岸中学上课。学校在事业单位系统中登记名仍为“珠海市金湾区第一中学”，但学校官方则称为“广东实验中学珠海金湾学校”。
2017年8月23日，受颱風天鴿在金湾正面登陆影响，省实金湾学校新校址仍无法如期开学启用，学校借用珠海市第一中学平沙校区的校舍进行办学。
2018年2月26日，广东实验中学珠海金湾学校举行2018学年第二学期开学典礼暨学校启用仪式，全校师生转至新校址开学。
2019年7月1日，学校在事业单位系统中登记名由“珠海市金湾区第一中学”变更为“	珠海市广东实验中学金湾学校”，而学校官方以及校门牌匾仍称为“广东实验中学珠海金湾学校”。

## 行政管理

### 现任领导
- 党委书记：李革
- 副校长：王立峰、黄堡鑫、段娜、刘强